# موسيقى أندلسية
الموسيقى الأندلسية مصطلح يطلق على الموسيقى الكلاسيكية بالمغرب العربي بقسميه الدنيوي والديني المتصل بمدائح الطرق الصوفية. نشأت بالأندلس وارتبطت في بعض الأحيان بالمدائح، وهو لا يتقيد في الصياغة بالأوزان والقوافي، ولم يمتد هذا اللون إلى مصر وبلاد الشام، لكنه استقر ببلاد المغرب العربي.
المورث الغنائي بنصوصه الأدبية، وأوزانه الإيقاعية، ومقاماته الموسيقية التي ورثتها بلدان الشمال الأفريقي عن الأندلس، وطورتها، وهذبتها، وتتكون مادتها النظمية من الشعر والموشحات والآزجال، والدوبيت، والقوما، مع ما أضيف لها من إضافات لحنية أو نظمية محلية جمعت بينها دائرة النغم والإيقاع، وما استعاروه من نصوص والحان مشرقية. وتعتبر النوبة أهم قالب في الموسيقى الأندلسية.
أسماء هذا الفن تختلف من منطقة إلى أخرى فهو الآلة في المغرب، والطرب الغرناطي في كل من وجدة وسلا وتلمسان ونواحي غرب الجزائر مدروسة ،سيدي بلعباس و وهران، والصنعة في العاصمة الجزائرية، و ضواحيها، البليدة، شرشال، بجاية، و مستغانم، والمالوف في الشرق الجزائري، في كل من قسنطينة، عنابة، سكيكدة، وقالمة ،و بسكرة، و ايضا في تونس وليبيا. ولكن هذه الأصناف كلها بأسمائها المختلفة، والغرناطي والمالوف ترجع إلي أصول واحدة أي الموسيقي الأندلسية التي نشأت في المجتمع الأندلسي.

## فنون النظم في فن الموسيقى الأندلسية
تنوعت الفنون النظمية في فن الموسيقى الأندلسية، فهو يجمع بين الفنون المعربة والملحونة فيحتوي على باقات وبدائع من روائع الأشعار، والموشحات، والدوبيت، والأزجال، فن القومات.

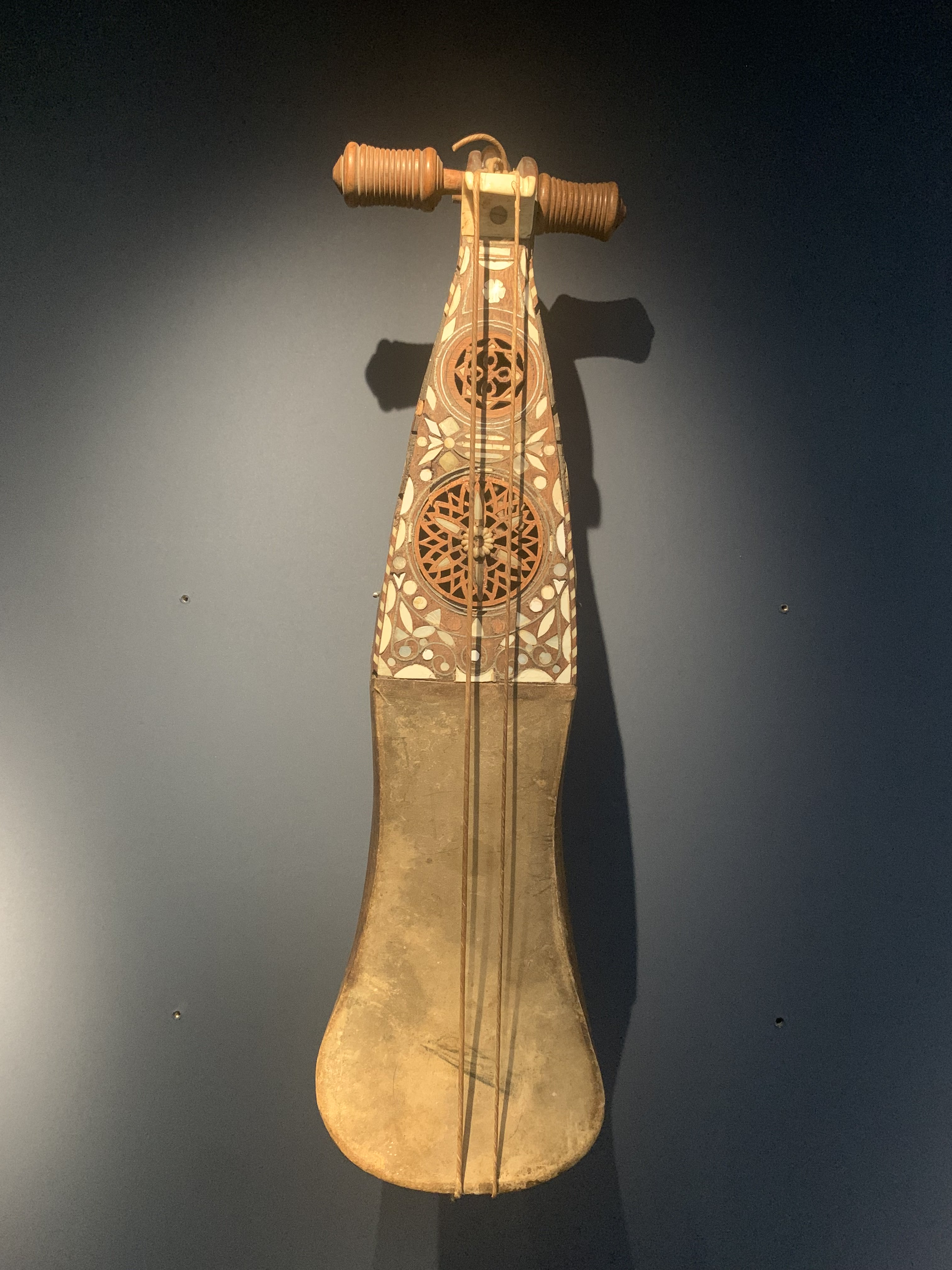
الرباب من أكثر الآلات استعمالا في الموسيقى الأندلسية.

## الآلات الموسيقية
تؤدى النوبات عادة بمجموعات موسيقية مصغّرة شبيهة بالتخت الشرقي وهي تضم من
- آلات وترية كالعود والكمنجة وأحيانا القانون والرباب
- آلة نفخية كالناي والكورديوم.
- آلات ايقاع كالنغرات والطار أو البندير (أي الدف أيضا) والدربوكة والرق.

## الموسيقى الأندلسية المغربية

### النوبات

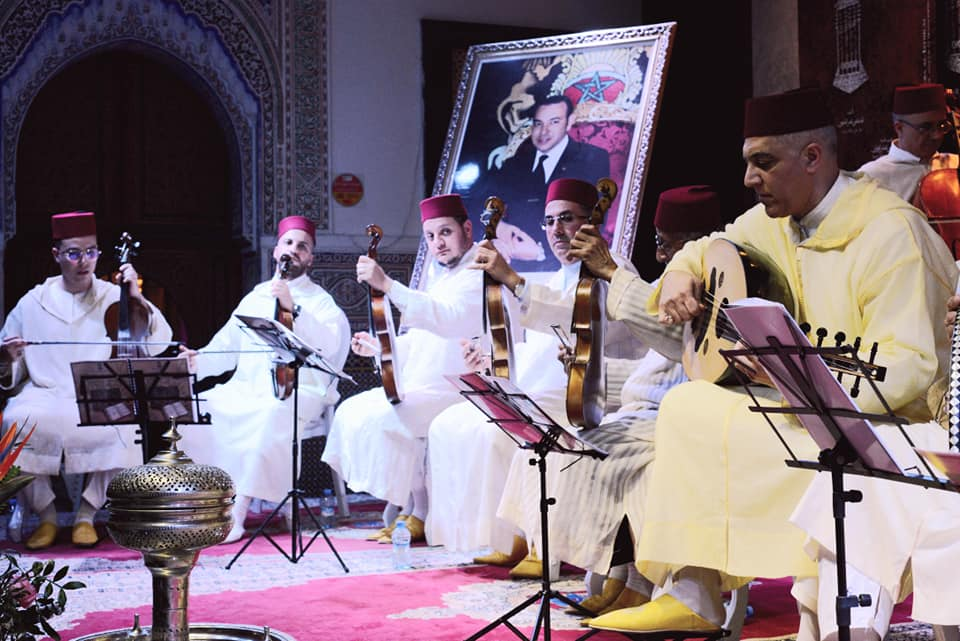
جمعية روافد موسيقية برئاسة الدكتور عمر المتيوي، في حفل تقديم كتابه «نوبة الاستهلال تاريخ، تدوين وتحليل»، بطنجة.

الأشعار المتغنى بها في فن الموسيقى الأندلسية لا تتغير وهي محفوظة في كتاب مقدس يجمعها كلها يسمى الديوان.
النوبة هو الاسم الذي يطلق على تجزيئات الديوان الكبرى، عدد النوبات حاليا بالمغرب هو 11 نوبة، أما في الأصل فقد كانت هناك 24 نوبة بعدد ساعات اليوم حيث توافق كل نوبة ساعة من ساعات اليوم ولا تغنى النوبة إلا في تلك الساعة الموافقة لها.
النوبات المتبقية هي:
- نوبة رمل الماية.
- نوبة الماية.
- نوبة الرصد.
- نوبة رصد الذيل.
- نوبة الحجاز الكبير.
- نوبة الحجاز المشرقي.
- نوبة عراق العجم.
- نوبة الأصبهان.
- نوبة العشاق.
- نوبة الإستهلال.
- نوبة غريبة الحسين.

أما من بين النوبات الضائعة نذكر:
- نوبة الزوركند.
- نوبة الحجاز المتوسط.
- نوبة الحجاز الصغير.
- نوبة الغريبة المحررة.
- نوبة عراق العرب.

والنوبة هو قسم ضخم من الديوان حيث أنه يجمع مئات الأشعار ولذلك فيقسم بدوره إلى تقسيمات أقل حجما تسمى ميازين مفردها ميزان.

### الميزان
تنقسم كل نوبة إلى 5 ميازين، ويعنى بالميزان: الإيقاع المتبع خلال الحصة الموسيقية، وللموسيقى الأندلسية المغربية خمس إيقاعات معقدة ومنه فعدد الميازبن هو عدد الإيقاعات هو 5.
تنقسم كل النوبات إلى الميازين الآتية:
- البسيط.
- البطايحي.
- القائم ونصف.
- القدام.
- الدرج.

إذن فيمكنك أن تجد ميزان الدرج في نوبة العشاق كما يمكنك أن تجده في نوبة الإستهلال أو في أي نوبة أخرى. ولكل ميزان (إيقاع) رونقه وجماله الخاص.
وبهدا فإن الموسيقى الأندلسية المغربية تنقسم إلى 55 ميزانا، أضيف إليها ميزان جديد سمي بميزان قدام بواكر الماية، وهو ميزان ذو قصة تاريخية.

### موسيقى «الآلة» اليوم
حافظت المغرب على قيمها الأخلاقية والتربوية وكذلك على موروثها الثقافي الغني والمتنوع، وقد جعلها ذلك تتشبت بموسيقى الآلة تشبتا وطيدا، والدليل على ذلك هو كثرة منتديات هواة هذا الفن الراقي واستمرارية التظاهرات الفنية من حفلات وسهرات ومهرجانات تحتضن أجواقا من كل ربوع المملكة لتقدم للجمهور الوفي من «الموالع» موازين «مكرطة».
من بين المدن الأكثر حفاظا على هذا الفن ومدارسها نذكر:
- فاس، وهي أول مدينة حافظت على هذا الفن الرقيق وأورثته الأجيال المتتالية ليبقى خالدا في أركانها. ونجد في مدينة فاس المدرسة الأولى للموسيقى الأندلسية والمتمثلة في المعهد الموسيقي لمدينة فاس ودار عديل أو ما يسمى بمدرسة الحاج البريهي، وكانت ولا تزال هذة المدينة العريقة والتي تعتبر مهد الحضارة المغاربية تنظم باستمرار حفلات ومهرجانات من الحجم الكبير تعنى بموسيقى «الآلة» حيث تحظى هذه المهرجانات بتغطية إعلامية وطنية ودولية ومساهمة الشركات المحلية والخارجية الكبرى.
- تطوان، وهي ثاني قطب للموسيقى الأندلسية بالمغرب، حيث أنها لا تخلو هي الأخرى من المهرجانات والسهرات الفنية، كما أن مدينة تطوان مقر للمدرسة الثانية للموسيقى الأندلسية والمسماة بمدرسة محمد العربي التمسماني وهو أحد أعلام ومؤسسي هاته المدرسة، كما يسميها البعض مدرسة «الزائد نقط» نضرا لاختلافها عن المدرسة الفاسية اختلافا خفيفا قد لا يلحظه إلا المحترف.
- طنجة.
- سلا.
- الشاون.
- الرباط.

فن «الآلة» محمي من طرف رجال ونساء عبر كل أرجاء المملكة في شكل جمعيات هدفها الرئيسي المحافظة، وهي المسؤولة عن تنظيم سهرات لجمهور الهواة المنخرط في الجمعية. نذكر من بين أكثر الجمعيات شعبية:
- الجمعية الإدريسية لهواة الآلة بمدينة فاس.
- جمعية البعث للموسيقى الأندلسية بفاس.
- جمعية أصدقاء الآلة بالرباط.
- جمعية هواة الموسيقى الأندلسية بالدار البيضاء.

أما فيما يتعلق بالمهرجانات الكبرى لموسيقى «الآلة» فهي متعددة ولا تختلف عن بعضها إلا بأهميتها، نذكر من بينها (في ترتيب تنازلي من الأفضل إلى الأقل أفضلية):
- مهرجان فاس للموسيقى الأندلسية.
- ملتقى تطوان للموسيقى الأندلسية.
- ملتقى الدار البيضاء للنوبة والميزان.

## الطرب الغرناطي
الغرناطي،  فن الآلة أو “الرومي” هو نوع من الموسيقى الأندلسية تعتمد على مفهوم النوبة وعلى مجموعة مصطلحات تشترك فيها أنماط الموسيقى الأندلسية المغاربية. ويعتبر فن المطروز أحد أنواعه.

### التاريخ
تعتبر مدن قرطبة وإشبيلية وبلنسية المهد الأول لهذا الفن حيث كانت هذه الحواضر الأندلسية خلال القرن الحادي عشر الميلادي تتنافس فيما بينها لتقديم أجود ما تعرفه في هذا المجال، وقد شكل هذا الأسلوب الذي عرفته هذه الفترة التاريخية المدرسة الغرناطية الأولى. أما المدرسة الغرناطية المتأخرة فقد اكتملت معالمها كتركيب لمجموعة من الأساليب السابقة في القرن الخامس عشر الميلادي، آخر فترة من وجود العرب بالأندلس وقبل خروج بني الأحمر من آخر معقل للمسلمين بغرناطة. فبعد سقوط الأندلس وخلال القرن 13 نزح العديد من المهاجرين إلى دول شمال افريقيا فنزح مهاجرو غرناطة إلى مدينة تلمسان، ومهاجرو إشبيلية إلى تونس فيما نزح مهاجرو بلنسية و بعض المهاجرين من إشبيلية وغرناطة وقرطبة إلى فاس والرباط وسلا وطنجة وتطوان وشفشاون ووجدة بحكم القرب الجغرافي بين شبه الجزيرة الإيبرية والدولة المغربية و لكون المغرب الوريث الاصيل للأندلس و المحتضن للأسر الأندلسية لما كان ينعم به المغرب من استقلال و استقرار داخلي. ليستقر فن الطرب الغرناطي بعد سقوط المسلمين في الأندلس بمدينة تلمسان، لاحقا وفي بدايات عهد الدولة الموحدية و بواسطة بعض يهود غرناطة و بعض العائلات الأندلسية الهاربة من بطش الإسبان من جهة أخرى تم نشر هذا اللون الغنائي بالمملكة المغربية وبالتحديد بمدن وجدة والرباط وتطوان إلا أن المدرسة التطوانية قد اختفت و اندمجت مع مدرسة موسيقى الآلة. فيما يعد فن الآلة فنا مغربي الطراز.
يقوم مركز الدراسات والبحوث الغرناطية بالاهتمام بهذا التراث وإرساء قواعد استمراره، يقع مقره بدار السبتي بوجدة.

### النوبات
في الطرب الغرناطي 12 نوبة كاملة:
الرصد المزموم الزيدان المْجَنْبة الَحْسِين الرَّمْل الماية رَمْلْ الماية السِّيكَة الذيل رصد الذيل الغريب.
أما الناقصة منها فهي الموال وغْريبَة الحْسْين والجَّرْكاه والعُراق. في كل نوبة خمسة مقاطع أو إيقاعات (ميازين): الَمْصَدَّرْ والبْطايْحِي والدَّرْجْ والاِنْصِرافْ والْمُخْلَصْ.
أما المشالية والتويشية فهي موسيقى دون إنشاد وتأتي في بداية النوبة والانقلاب بالإنشاد غالبا في بداية النوبة فيما الاستخبار أو الموال فيمكن وضعه بين المقاطع.

### المدارس
وجدة الجمعية الأندلسية، الجمعية الموصلية للطرب الغرناطي، جمعية أحباب الشيخ صالح، الجمعية الإسماعيلية، جمعية نسيم الأندلس والعديد من مكونات النسيج الجمعوي تسهم في الحفاظ على المورث الثقافي الأندلسي
المهرجان الدولي للطرب الغرناطي بوجدة

### مناسبات الموسيقى الأندلسية الدينية والاجتماعية
- المولد النبوي الشريف مواكب زوايا الطرق الصوفية
- الأفراح والمناسبات السعيد

## الموسيقى الأندلسية الجزائرية

### النوبة الجزائرية

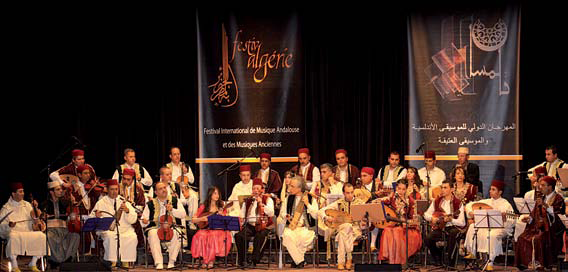
مهرجان الجزائر الدولي للموسيقى الأندلسية والموسيقى العتيقة أوبرا الجزائر.

ظهور : الموسيقى الأندلسية في الجزائر في القرن العاشر' · (كما في المغرب العربي ككل) ارتبط بهجرة الأندلسيين (مسلمين ويهود) من شبه الجزيرة الأيبيرية.
يُمكن حصر الهجرة الأندلسية في محطتين تاريخيتين: الأولى قبل انهيار غرناطة (في نهاية القرن الخامس عشر)، وهي الفترة التي تَلَت سقوط المدن الإسلامية كقرطبة وإشبيلية وغيرها، والثانية بعد سقوطها، وصولاً إلى الهجرة النهائية، إثر قرار الطرد الذي أصدره الملك فيليب الثالث في بداية القرن السابع عشر. فعلى سبيل المثال يتحدث العديد من المصادر أن مدينة تِلْمْسَان، وقبل أن تستقبل أعداداً كبيرةً من المهاجرين الغرناطيين بعد سقوطها، كان قد وصلها عشرات الآلاف من سكان قرطبة في القرن العاشر ميلادي ثم تتابعت «موجات» أخرى في القرن الثالث عشر من إشبيلية باتجاه مدنٍ في شرق الجزائر أبرزها بجاية، قسنطينة وعنابة.
وفي بداية القرن السادس عشر مع وصول الأخوة بربروس إلى الجزائر والدور المركزي الذي لعبوه في صدِّ الهجمات الإسبانية وإنقاذ المسلمين الأندلسيين من جهة، وفي تشكيل «الكيانية الجزائرية الحديثة» من جهة أخرى، تواصل تدفّقهم، فاقْتَطَعَ خير الدين بربروس أراضٍ لرئيسهم، المُتَصَوِّف «سيدي أحمد الكبير» الذي اخْتَطَّ فيها مدينة «البُلَيْدَة»، كما فعل بعده ابنه (حسن باشا) مع مجموعاتٍ من الغرناطيين والقرطبيين، فأسّسوا مدينة «القُلَيْعَة».
فإن مدرسة قرطبة التي أسَّسَها زِرْيَابْ، كانت «المدرسة الأمّ» التي أَرْسَتْ قواعد النمط الموسيقي الأندلسي الذي انتشر في باقي المدن كإشبيلية وبلنسية وغرناطة، فتشكَّلت في هذه المدن مدارس تتميّز كل منها بِخُصُوصِّياتٍ في النَوْبَات والأداء والأزْجَال، ما يجعل إمكانية التفريق بين ألحان كل مدرسة، أمراً مُتَاحاً حتى لِغَيْرِ المُختصّين في الموسيقى.
من الطبيعي أن تنتقل تلك الفروق مع المهاجرين الأندلسيين للجزائر، فتصبح تلك الأنماط الموسيقية المختلفة، التي توارثتها الأجيال عبر تقاليد شفوية تعبيراً عن أصولها، فما يُسَمَّى بموسيقى «الصَّنْعَة» في مدينة الجزائر العاصمة وما جاورها من حواضر في وسط البلاد كالبُلَيْدَة والقُلَيْعَة، ورثت المدرسة القرطبية وأضحت نَوْبَاتُها هي الناظم الأساس لكل مظاهر الحياة الفنية في المنطقة بل والدينية أيضاً سواء من خلال قصائد المديح، التي كانت ولا تزال تُؤدَى في ذكرى ميلاد الرسول («المُولُود» في اللهجة الجزائرية) والتي تُسمّى ب«المُولُودِيَات»، أو من خلال أداء المُؤَذِّنِين للصَّلاة في المساجد.
أما ما بات يُعرف بــــ«الطرب الغرناطي» في تِلْمْسَان فهو امتداد لمدرسة غرناطة وتفرّع منه طابع «الحوزي» وهو الذي اختصّ به سكان أحواز المدينة (أطراف تِلْمْسَان)، ولا تُؤدّى قصائده باللغة العربية الفصحى كباقي الموروث الغرناطي وإنما باللهجة العامية. أما موسيقى «المَالُوفْ» في قسنطينة وعنابة فهي سليلة المدرسة الإشبيلية في تَمَيُّزِها على مستوى النَوْبَات كما المُوَشَّحات والأَزْجَال.
المُؤكّد هو أن الموسيقى الأندلسية في الجزائر حافظت على قواعدها الأساسية رغم ما تعرّضت له من تأثيرات عبر الزمن، من الفولكلور المحلي أولاً ثم من الموسيقى التركية منذ القرن السادس عشر تاريخ (بداية الوجود العثماني)، ثم لاحقاً من الموسيقى الأوروبية في فترة الاستعمار الفرنسي.

## الموسيقى الأندلسية التونسية

### النوبة التونسية
تتركب النوبة من معزوفات ومقطوعات غنائية تتوالى حسب ما يلي:
- الاستفتاح:

وهو لحن غير خاضع لايقاع معين، يبنى على المقام الأساسي للنوبة فيبرز أهم خصائصه.
وكان في الماضي يؤدى بطريقة مرتجلة ثم تمّ ضبطه بكيفية تجعل العازفين قادرين على ادائه بطريقة موحّدة.
- المصدّر:

هو مقدمة موسيقية تشبه في هيكلتها البشرف أو السماعي التركي، وتتركب من خانتين أو ثلاثة يتخللها التسليم.
وتبنـى على ايقاع ثقيل يسمــى بدوره مصدّر 4/6 وتختم هذه المقدمة بالطوق والسلسلة وهما حركتان في ايقاع سريع 8/3 أو 8/6.
الملاحظ أن كل من الطوق والسلسلة يتركبان من خلية لحنية يعاد أدائها على مختلف درجات سلم المقام، انطلاقا من الجواب ووصولا إلى درجة الارتكاز.
- الأبيات:

تنشد الابيات التي تختار من قصيد بالفصحى في ايقاع بطيء يسمى بطايحي وتكون مسبقة بمقدمة موسيقية قصيرة.
- البطايحي:

وهي أبيات ملحنة في ايقاع البطايحي وتكون أيضا مسبقة بمقدمة موسيقية قصيرة في ايقاع سريع يسمى برول (4/2) ثم بطئ بطايحي.
- التوشية:

هي معزوفة تؤدى في مقام النوبة الموالية حسب الترتيب التقليدي المشار اليه آنفا، وتنطق التوشية في ايقاع البرول وتنتهي بإيقاع البطايحي، وتتخللها ارتجالات على مختلف الآلات الموسيقية.
- البراول (مفردها برول):

وهي مقطوعة غنائية استمدت من الإيقاع التي بنيت عليه وتشمل كل نوبة على عدد من البراول يتراوح بين الاثنين والاربعة يكون آخرها سريعا ويختم به الجزء الأول من النوبة.
- الدرج (وجمعها أدراج)

وهو زجل ملحّن في ايقاع ثقيل 4/6 يحمل التسمية نفسها، ويكون مسبقا بمقدمة موسيقية قصيرة تسمى «فارغة».
والملاحظ أن بعض الأدراج تبدأ بايقاع سريع يسمّى «الهروب» 4/2 يشبه من حيث عدد وحداته ايقاع «الملفوف» في الموسيقى الشرقية، ثم يختم بايقاع الدرج.
- الخفيف (وجمعها الخفايف):

خلافا لتسميته التي قد توحي بالسرعة في النسق، فإن الخفيف مبنيّ على ايقاع يحمل التسمية نفسها ويعتبر من الايقاعات الثقيلة نسبيّا 4/6 ويشبه من حيث عدد وحداته ايقاع الدرج في الموسيقى الشرقية مع فارق السرعة في التسق.
- الختم:

تنتهي النوبة بالختم (جمعها أختام) وهو غناء في ايقاع سريع 4/3 أو 8/6

## مواقع خارجية
- التعريف بفن الموسيقى الأندلسية ومناسبات
- باريس تستمع لمحمد عريبي معلم الموسيقى الأندلسية الليبي
- عينة من الموسيقى الأندلسية
- الموسيقى الأندلسية القسنطيني هل أصوله يهودية؟